# Black Form – Dedicated to the Missing Jews

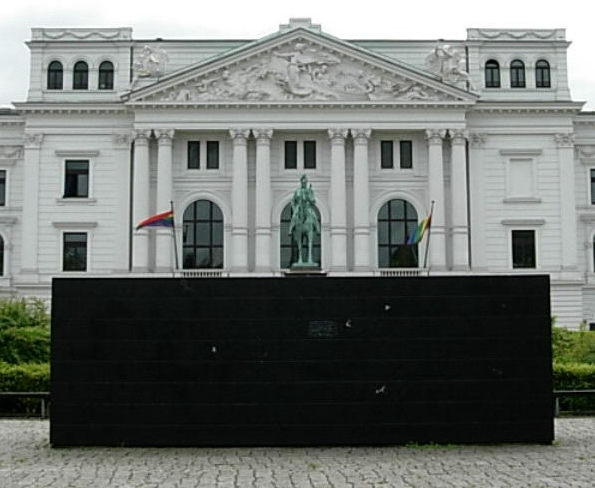
Black Form – Dedicated to the Missing Jews in der Blickachse des Altonaer Rathauses

Black Form – Dedicated to the Missing Jews („Schwarze Form – Gewidmet den fehlenden Juden“) ist eine 1987 entstandene Skulptur des US-amerikanischen Künstlers Sol LeWitt, die seit 1989 als Mahnmal für die zerstörte jüdische Gemeinde Altonas auf dem Platz der Republik vor dem Altonaer Rathaus installiert ist.

## Beschreibung
Black Form – Dedicated to the Missing Jews ist ein Kunstwerk der Minimal Art, ein aus Gasbetonsteinen gemauerter schwarzer Quader, fünfeinhalb Meter lang, zwei Meter hoch und zwei Meter tief. Er ist am südlichen Ende des Platzes aufgebaut, steht in gut 60 Metern Entfernung axial in direkter Blickrichtung zum weißen, neoklassizistischen Gebäude des Rathauses und bildet einen harten Kontrast zu diesem. Als Denkmal ist es den Juden gewidmet, die Altona für immer fehlen, und stellt somit die Leere dar, die mit der Vernichtung der jüdischen Gemeinde durch die Nationalsozialisten entstanden ist. Ausdrücklich erinnert es damit nicht allein an die, die in den Konzentrationslagern ermordet wurden und die, die emigrierten, „sondern auch an deren ungeborene Kinder und Enkel, deren Fehlen in der deutschen Gesellschaft schmerzlich spürbar ist.“

## Hintergrund
Sol LeWitt hat das Werk 1987 für die Ausstellung Skulptur.Projekte in Münster entworfen, wo es einige Monate vor dem Fürstbischöflichem Schloss stand. Nachdem die Universität Münster eine dauerhafte Übernahme abgelehnt hatte, übergab der Künstler die Black Form der Hamburger Kulturbehörde und dem Bezirk Altona, wo es im November 1989 an seinem jetzigen Standort eingeweiht wurde. Er nannte es „das wichtigste Stück was ich je gemacht habe“, sein Honorar spendete er der Foundation for the History of the German Jews.
Die Skulptur trägt, der Kunstauffassung LeWitts entsprechend, keine Inschrift. Da sie dennoch als erklärungsbedürftig empfunden wird, wurden 1992 auf Initiative des Stadtteilarchivs Ottensen zwei Tafeln rechts und links mit Erläuterungen und der Skizzierung der Geschichte der jüdischen Gemeinde Altonas aufgestellt.